# 平地レイ
平地レイ（ひらち レイ、1976年9月4日 - ）は、日本の元タレント、元ライター。本名、平地 礼子（ひらち れいこ）。ニックネームはひらちれ。東京都生まれ。過去には、地下アイドル的な活動や、ITに関する記事・書籍も執筆していた。

## 略歴
知人に誘われて原宿ルイードにて東京パフォーマンスドール(TPD)のライブを観覧したことがきっかけで、1992年11月のオーディションに参加し研修生となる。
その後、現在の地下アイドルのはしりの1つでもあるプロジェクト、歌姫伝説にてライブ活動を行う。現声優の秋山久美（やはりTPD研修生）・水野奈央子らとともに、TPDの楽曲を歌・ダンスともにコピーしたライブが知られている。
1997年には小林有子・川崎ヒヂリと3人でコスプレックスを結成、東芝EMIからシングル『Go! Go! コスプレ/アニメ・ユーロミックス』でメジャーデビュー。著名なアニメソングのユーロビートメドレーであった。なお、同曲において振付を担当している。
一方、1998年より『インターネットアスキー』などでライター業を開始。インターネットやソフトウェア利用法、携帯電話などに関しての執筆活動を行った（共著書として『できるiモード』（インプレス刊））。2000年にはインターネットサービスプロバイダ、ぷららのイメージガールとして広告を飾る。また、1999年からは『ダンスダンスレボリューション』の「達人」としてテレビ・イベントなどに多数出演した。
2005年には第25回浅草サンバカーニバルでサンバガールズに選ばれた酒井莉加・鈴木夏未と3人でSham☆Poo成し、2008年にはいまのまい・高木千代美・三井ちさと・はるかと共に完熟娘。を結成。
以降、いわゆる地下アイドルに近い領域で様々なユニットに参加していた。

## エピソード
- 振りつきで唄うのが好き、ということから推察されるとおり、本人も大の女性アイドルファンである。これまで、BON-BON BLANCOやSHIP、Link Link Linkなどの追っかけをしていたことがある。
- ハドソンの携帯ゲーム『ミラクルくえすと』のイメージキャラをつとめ、ゲーム内にもキャラとして登場しているが、その続編ゲームのイメージキャラはBON-BON BLANCOであり、やはりゲームにも登場している。同じプロダクツの、初代のイメキャラが2代めのイメキャラを素で追っかけしていた、という、稀なケースといえよう。
- ぷららのイメージガールに抜擢された際は、宣伝企画の会議に自ら参加し、単なるイメージガールにとどまらない活躍をしていた。

## 出演作品

### テレビ番組
- 1999年『電撃TVデジタリ餡』（毎日放送）

### 映画・オリジナルビデオ作品
- 1998年『ミニスカ特捜隊L.E.G.S』（大映、日本コロムビア） - コスプレックス2号役

## CD作品

### マキシシングル
- Go! Go! コスプレ/アニメ・ユーロミックス（東芝EMI、1997年7月16日） - コスプレックスとして

### アルバム
- 収穫祭（R2 RECORDS/エイベックス・マーケティング、2009年6月10日発売） - 真熟娘（完熟娘。）として